# Finn Rausing
Finn Anders Egil Rausing, född 1 september 1955 i Lund, Skåne, är en svensk affärsman och miljardär. Tillsammans med sina syskon äger han familjeföretaget Tetra Laval.

## Bakgrund
Rausing växte upp i Lund och är son till Gad Rausing och Birgit Rausing, ogift Mayne, bror till affärsmännen Kirsten Rausing och Jörn Rausing samt sonson till Tetra Paks grundare Ruben Rausing och dotterson till konstnären Henry Mayne.
Under 1960-talet när mellanbarnet Finn Rausing växte upp var familjens förmögenhet ännu inte särskilt stor, det skulle dröja till 1970-talet innan affärerna började blomstra på allvar.

## Yrkesverkamhet
Finn Rausing var internationellt operativt verksam i Tetra Pak-koncernen under 1980-talet. Han arbetade sedan som controller på börsbolaget Atlas Copco 1990–1993. När Finn Rausing och hans syskon 1995 köpte farbroderns andel av koncernen Tetra Laval, som är registrerad i Schweiz med ägande i olika stiftelser, valde han att satsa på styrelsearbetet. Efter att man 1991 hade köpt upp Alfa Laval hade man 1993 ändrat koncernnamnet till Tetra Laval. Vid faderns död år 2000 ärvde de tre syskonen andra halvan av koncernen och kontrollerar därmed hela verksamheten. Omsättningen i koncernern har fördubblats sedan de tog över ägandet.
Han är den enda av syskonen Rausing som i dag är bosatt Sverige. Han sitter på Tetra Lavals Stockholmskontor, men har ingen operativ befattning. Han är ordförande i styrelsens revisionskommitté och håller kontinuerlig kontakt med industrigruppernas företagsledning såväl som större kunder och leverantörer.
Han sitter i Alfa Lavals styrelse samt i styrelsen för Swede Ship Marine, som utvecklar, marknadsför och tillverkar specialfartyg däribland patrullbåtar. Han investerar också i andra bolag. Finn Rausing rankades som femma när Veckans Affärer listade Sveriges miljardärer 2012.